# Вандалін (Лодзький-Східний повіт)
Вандалін (пол. Wandalin) — село в Польщі, у гміні Бруйці Лодзький-Східного повіту Лодзинського воєводства.